# تئودور آدورنو
تئودور لودویگ ویزنگروند آدورنو (به آلمانی: Theodor Ludwig Wiesengrund Adorno) (زادۀ ۱۱ سپتامبر ۱۹۰۳ - درگذشتۀ ۶ اوت ۱۹۶۹) جامعه‌شناس، فیلسوف، موسیقی‌شناس و آهنگ‌ساز نئومارکسیست آلمانی بود.
او به همراه کسانی چون ماکس هورکهایمر، والتر بنیامین و هربرت مارکوزه از بزرگان مکتب فرانکفورت بود.

## زندگی
آدورنو یگانه فرزند تاجری ثروتمند، فرهنگ دوست و یهودی به نام اسکار ویزنگروند بود. پدرش چند ماه پس از تولد او پروتستان شد. مادرش، ماریا کالکولی-آدورنو دلا پیانا، اشراف‌زاده‌ای کاتولیک بود که به واسطهٔ خواندن به عنوان سوپرانو در اپراهای ایتالیا و فرانسه مشهور بود. خاله‌اش آگاتا نوازندهٔ چیره‌دست پیانو بود که با آن‌ها زندگی می‌کرد و به آدورنو نوازندگی پیانو را آموخت. او در جوانی به نام مادرش (آدورنو) مقالاتی در زمینهٔ موسیقی می‌نوشت و در سال ۱۹۴۲ در ایالات متحده آمریکا این نام را برای همیشه برای خود برگزید.
آدورنو در نوجوانی وارد کنسرواتوار هُش شد و چند سال نزد برنهارد سکلس آموزش دید. او چنان در نواختن پیانو ماهر بود که توماس مان را به خاطر نواختن سونات پیانوی شمارهٔ ۳۲ بتهوون که به دشواری مشهور است، شگفت زده کرد.
در ۱۹۱۸ زیگفرید کراکائر که از دوستان خانوادگی‌شان بود، کتاب‌هایی از کانت، هگل، مارکس، ارنست بلوخ و گئورگ لوکاچ به وی اهدا کرد. مطالعهٔ این کتاب‌ها علاقهٔ او را به فلسفه و علوم اجتماعی برانگیخت. در ۱۹۲۰ خواندن کتاب «نظریۀ رمان» نوشتۀ لوکاچ فیلسوف و نویسندۀ مجار، او را سخت تحت تأثیر قرار داد. سال بعد، پس از به پایان رساندن دبیرستان، وارد دانشگاه گوتۀ فرانکفورت شد و مطالعهٔ آکادمیک فلسفه را آغاز کرد. سه سال بعد در سال ۱۹۲۴، رساله‌اش را دربارهٔ پدیدارشناسی هوسرل نزدِ هانس کورنلیوس به پایان برد و مدرکِ دکترایش را دریافت کرد. کورنلیوس او را با فیلسوفانِ نوکانتی آشنا کرد و به تمایل‌های سیاسیِ چپ‌گرایانهٔ او دامن زد. در جریانِ درس‌های کورنلیوس در ۱۹۲۲ با ماکس هورکهایمر آشنا شد که این آشنایی و همکاری میانِ این‌دو تا پایانِ عمر ادامه یافت. به تشویقِ هورکهایمر به مطالعهٔ روان‌شناسی پرداخت که این مطالعات بر آثارش تأثیرِ زیادی گذاشت. در همین سال، مقالاتی پیرامونِ موسیقیِ بارتوک، هیندمیت، ریشارد اشتراوس و آلبان برگ نگاشت. در ۱۹۲۵ به وین رفت تا زیرِ نظرِ آلبان برگ موسیقی را ادامه دهد.

### مکتب فرانکفورت
او در سال ۱۹۲۷ در بازگشت به فرانکفورت به انجمن پژوهش‌های اجتماعی فرانکفورت پیوست که مکتب فرانکفورت در آن شکل گرفت. در تابستان همان سال، از پایان‌نامۀ دکترای خویش با عنوان «مفهوم ناخودآگاه در نظریۀ برین ذهن» دفاع کرد. در همین حال با برتولت برشت و والتر بنیامین آشنا شد. در همین سال‌ها با شاگردِ مارتین هایدگر، هربرت مارکوزه آشنا شد. این دوستی‌ها تأثیر عمیقی بر آرا و افکار مارکوزه بر جای گذاشت.
در ۱۹۳۱ که هورکهایمر به ریاست انجمن پژوهش‌های اجتماعی فرانکفورت رسید، آدورنو نیز جدی‌تر به کار پرداخت و مقاله‌هایش را در نشریه این انجمن به چاپ می‌رسانید. او رساله استادی‌اش را زیر نظر پل تیلیش با عنوان «کیرکه‌گور: شالوده‌ریزی زیبایی‌شناسی» ارائه کرد. او تا سال ۱۹۳۳ که نازی‌ها در آلمان به قدرت رسیدند، به تدریس و نویسندگی ادامه داد.

### اندیشه
آدورنو در موسیقی و هنر موضع رادیکال و انتقادی داشت و در حوزهٔ جامعه‌شناسی به بررسی تضادهای اجتماعی که بر مردم سنگینی می‌کرد، علاقه‌مند بود. در کتابی به نام شخصیت اقتدارمنش (۱۹۵۰) که با همکاری متفکران دیگری ازجمله الزه فرنکل-برونسویک نوشته‌است رویکرد فاشیستی را از طریق توصیف شخصیتی خشک و دنباله‌رو که مطیع قدرت فرادستان اما تهدیدکنندهٔ فرودستان است بررسی می‌کند. فلسفهٔ آدورنو به شدت تحت تأثیر هگل است و تنش دیالکتیکی میان فرد و جامعه و عام و خاص را بررسی می‌کند. اما از سوی دیگر همانند مارکس ادعای هگل دربارهٔ آشتی‌پذیری این اضداد را رد می‌کند. غیر از هگل و مارکس می‌توان از لوکاچ متقدم نیز به عنوان یکی از تاثیرگزارترین متفکران بر فلسفهٔ آدورنو نام برد. «دیالکتیک منفی» آدورنو هرگونه امکان سنتز نهایی و آشتی قطعی را انکار می‌کند. او پس از مهاجرت به آمریکا در اثر فشار نازیسم به مطالعهٔ فرهنگ تودهای در شکل آمریکایی و سوداگرانهٔ آن پرداخت و سازمان اقتصادی و اجتماعی سرمایه‌داری جدید را به‌عنوان نظامی که گرایش دارد به نظامی فراگیر و بسته تبدیل شود تحلیل کرد. به عقیدهٔ او صنعت فرهنگ (سینما و دیگر رسانه‌ها) با دستکاری و جهت‌دهی اذهان، تصویری دروغین از جهانی تحت کنترل فزاینده را ترسیم می‌کنند. در این شرایط فلسفه و هنر برای آدورنو از مهم‌ترین حوزه‌هایی هستند که مقاومت در برابر سلطهٔ تام و تمام سرمایه‌داری هنوز در آنها امکان‌پذیر است. آدورنو همواره بر ضرورت بهره‌گیری از عقل در جریان نقد و مقاومت پافشاری می‌کند، با این حال پیچیدگی مسئله اینجاست که عقل علمی و محاسباتی خود بخشی از مشکل است. او در کتاب دیالکتیک روشنگری (۱۹۷۴) که با همکاری هورکهایمر نوشته شد، کوشید برای این پرسش پاسخی بیابد که چگونه عقلانیت روشنگری در اوج خود در قرن بیستم می‌تواند جنبش ناسیونال سوسیالیسم را پدیدآورد. از دیدگاه این دو متفکر، روشنگری روندی دیالکتیکی و خودبرانداز است، زیرا عقل روشنگری با کنار گذاشتن تفکر انتقادی و ایده‌های فلسفی بدل به عقلی ابزاری می‌شود نهایتا به جای نجات دهنده و روشنی‌بخش دست در دست نظام سلطه می‌گذارد و نهایتا ناگزیر به «تمامیت‌خواهی» در اشکال گوناگون آن منجر می‌شود. البته آدورنو جنبش روشنگری را نقطهٔ شروع شکل‌گیری خصلت سرکوب‌گرانهٔ عقل نمی‌دانست بلکه ریشه‌های آن را به سرآغاز فرهنگ‌های غربی نسبت می‌داد. آدورنو با چنین اندیشه‌هایی به‌عنوان یکی از رهبران فکری جنبش چپ جدید در دههٔ ۱۹۶۰ در آلمان غربی محسوب می‌شود. 

### مهاجرت و مرگ
یکی از اولین اقدامات نازی‌ها پس از به قدرت رسیدن، تعطیلی انجمن پژوهش‌های اجتماعی فرانکفورت بود. با افزایش فشارهای سیاسی اعضای انجمن از آلمان خارج شدند؛ هورکهایمر به سوئیس رفت و آدورنو راهی آکسفورد شد. او در این سال‌ها چندبار با شناسنامه یِ جعلی به آلمان رفت‌وآمد کرد و بسیاری از اسناد انجمن را به سوییس انتقال داد. در ۱۹۳۷ با گرتل کارپلوس ازدواج کرد. آن‌ها در فوریه ۱۹۳۸ به نیویورک رفتند؛ جایی که هورکهایمر انجمن را به عنوان بخشی از دانشگاه کلمبیا بازگشایی کرده بود.
آدورنو در سال ۱۹۴۹ با اینکه تابعیت آمریکایی گرفته بود، به فرانکفورت بازگشت و به همراه هورکهایمر، انجمن پژوهش‌های اجتماعی را بار دیگر برپا کرد. در ۱۹۵۳ به ریاست انجمن رسید و تا پایان عمر در این مقام باقی‌ماند و سرانجام در ۱۹۶۹ در سوئیس و در پی حمله قلبی درگذشت.

## موسیقی

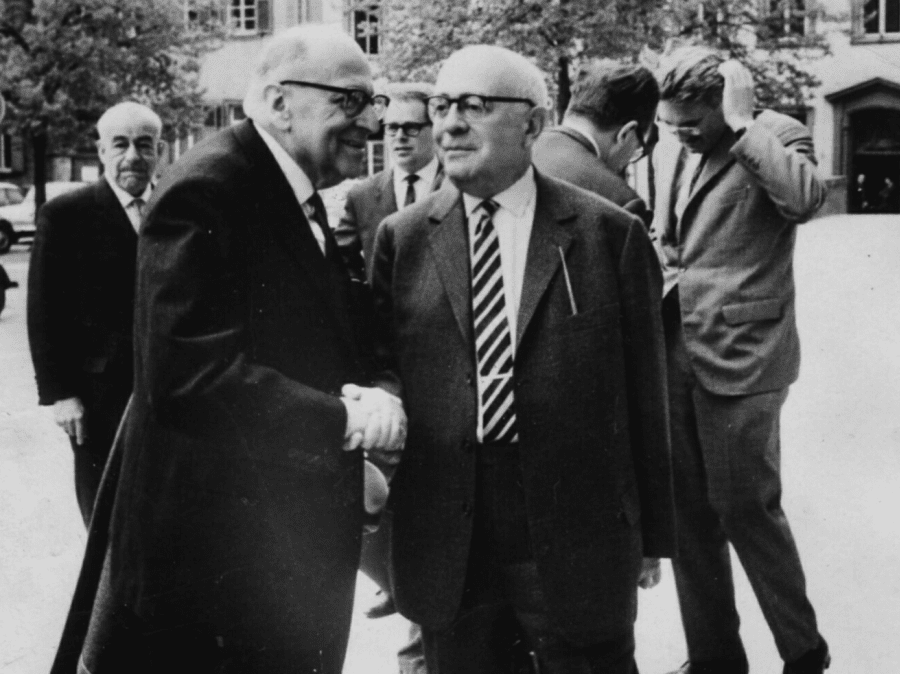
تئودور آدورنو و ماکس هورکهایمر

دیدن اپرای ویتسک در وین، ادراک او از موسیقی و هنر را دگرگون کرد. از آن پس هوادار زبان اتونال موسیقی باقی‌ماند که توسط آرنولد شونبرگ، آنتون وبرن و آلبان برگ توسعه داده می‌شد. دلبستگی آدورنو به موسیقی اتونال در مقاله‌هایی که در سال ۱۹۳۱ منتشر کرده‌است، نمایان است. همان زمان در نامه‌ای به کراکائر اذعان داشت که «هریک از آثار شونبرگ مقدس است».
او به این نتیجه رسیده بود که شونبرگ نه تنها موسیقی سنتی را ویران نکرده‌است، بلکه گونهٔ تازه‌ای از موسیقی را پایه نهاده و در کارهای خود، جنبهٔ مثبت آن را اثبات کرده‌است.
آدورنو پیش از جنگ دوم، آثار اتونالی هم ساخته بود: یک کوارتت برای سازهای زهی، یک تریوی سازهای زهی، چند قطعه برای سازهای مجلسی و شماری ترانه‌های اپرا و لیدر بر اساس شعرها و نوشته‌هایی از اشتفان گئورگه، تراکل، کافکا و برشت. مجموعهٔ کامل ساخته‌های آدورنو در سال ۱۹۸۰ توسط ناشر مونیخی Metzger-Riehm در دو مجلد منتشر شده‌است.

## برخی آثار
- دیالکتیک روشنگری (۱۹۴۴)
- موسیقی فیلم (۱۹۴۷)
- اخلاق صغیر (۱۹۴۷)
- در جستجوی واگنر (۱۹۵۲)
- نامطبوع‌ها (۱۹۵۶)
- فرانقد شناخت‌شناسی (۱۹۵۶)
- سه رساله دربارهٔ هگل (۱۹۵۷)
- یادداشت‌هایی دربارهٔ ادبیات (۱۹۶۰)
- ماهلر: یک کالبدشناسی موسیقایی (۱۹۶۰)
- درآمدی به جامعه‌شناسی موسیقی (۱۹۶۲)
- زبان خاص اصالت (۱۹۶۴)؛ (در ایران با نام زبان اصالت در ایدئولوژی آلمانی منتشر شده‌است)
- الگوهای نقادی (در دو مجلد در سال‌های ۱۹۶۳ و ۱۹۶۵)
- دیالکتیک منفی (۱۹۶۶)
- آلبان برگ: استاد کوچک‌ترین رابطه‌ها (۱۹۶۸)
- نظریهٔ زیبایی‌شناسی (۱۹۷۰)